# Tux (Ausztria)
Tux település Ausztriában, Tirolban a Schwazi járásban található. Területe 111,1 km², lakosainak száma 1 925 fő, népsűrűsége pedig 17 fő/km² (2014. január 1-jén). A település 1281 méteres tengerszint feletti magasságban helyezkedik el.

## Történelem
889-ben a Tux-völgy és a Ziller-völgy más részei a Salzburgi Érsekséghez kerültek. A Tukches nevet először 1280-ban említik. Eredetileg ezt a nevet csak a folyóra használták.

## Közigazgatás
A település részei:
- Tux-Vorderlanersbach
- Tux-Lanersbach
- Juns
- Madseit
- Hintertux

## Nevezetességei
- Spannagel-barlang
- A kápolna és két lakoház a volt tuxi magnezitbánya területén

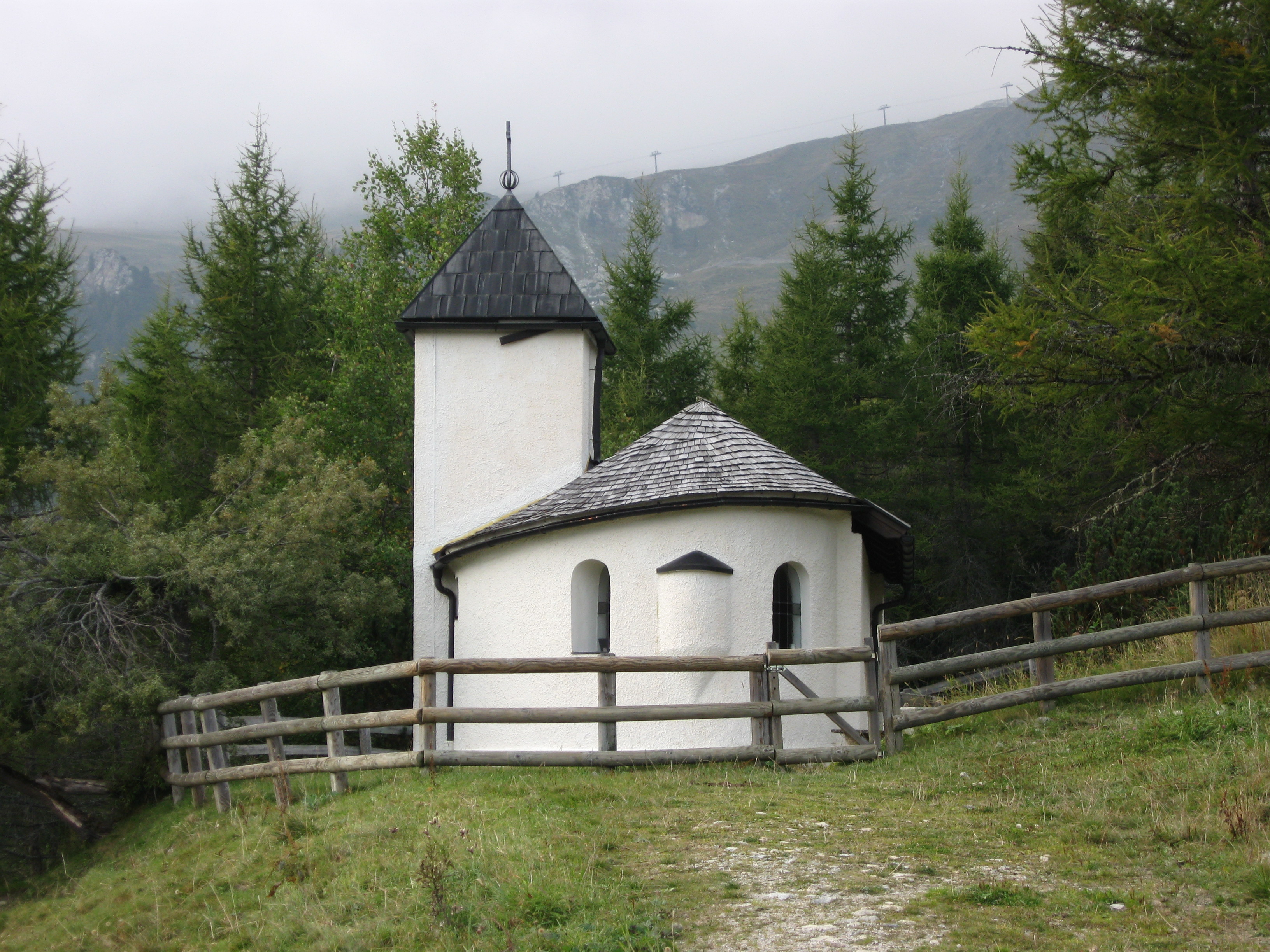
A Barbara-kápolna, az egyik utolsó maradvány az elhagyott bánya helyén
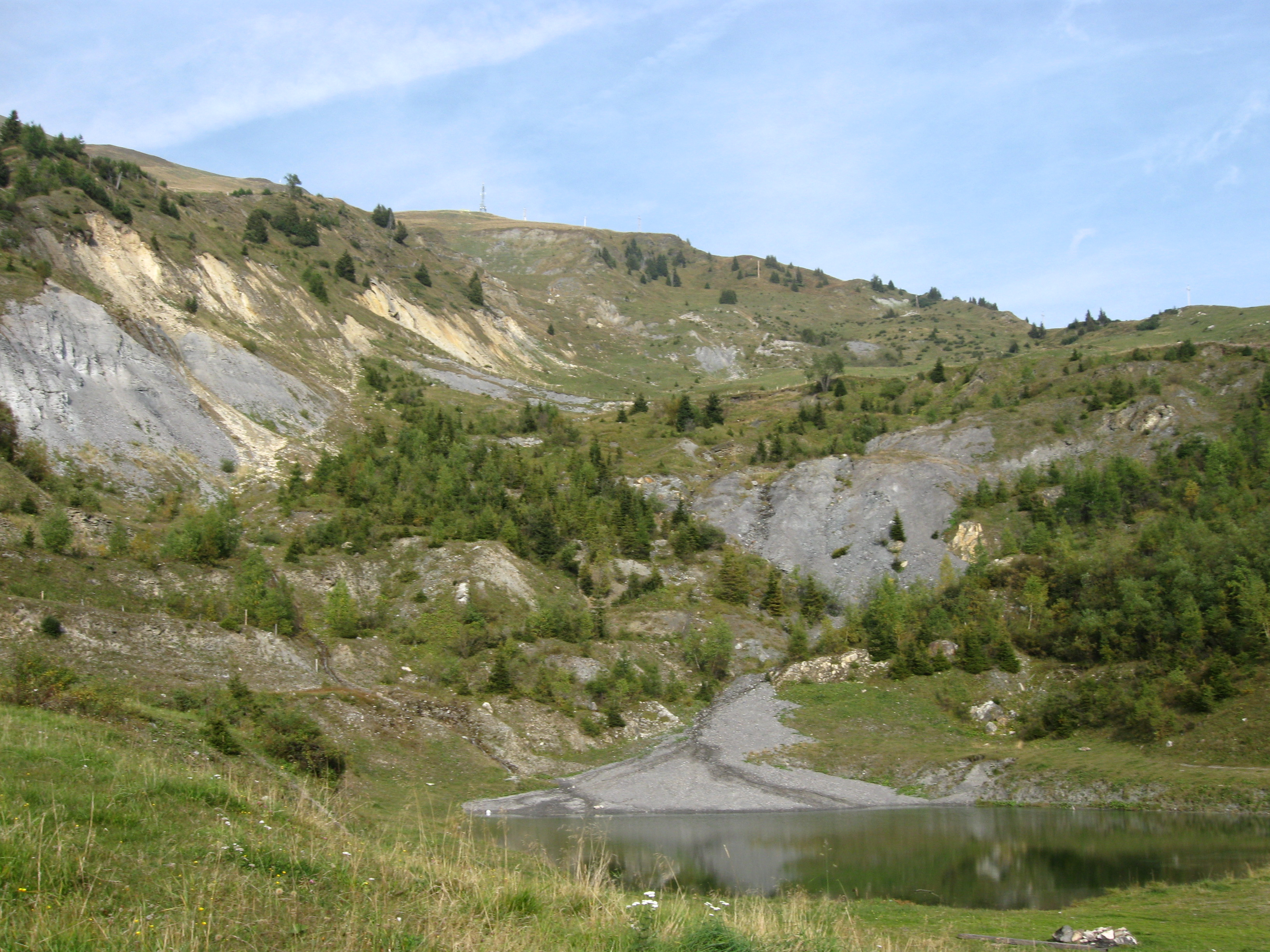
A területet mára teljesen renaturálták
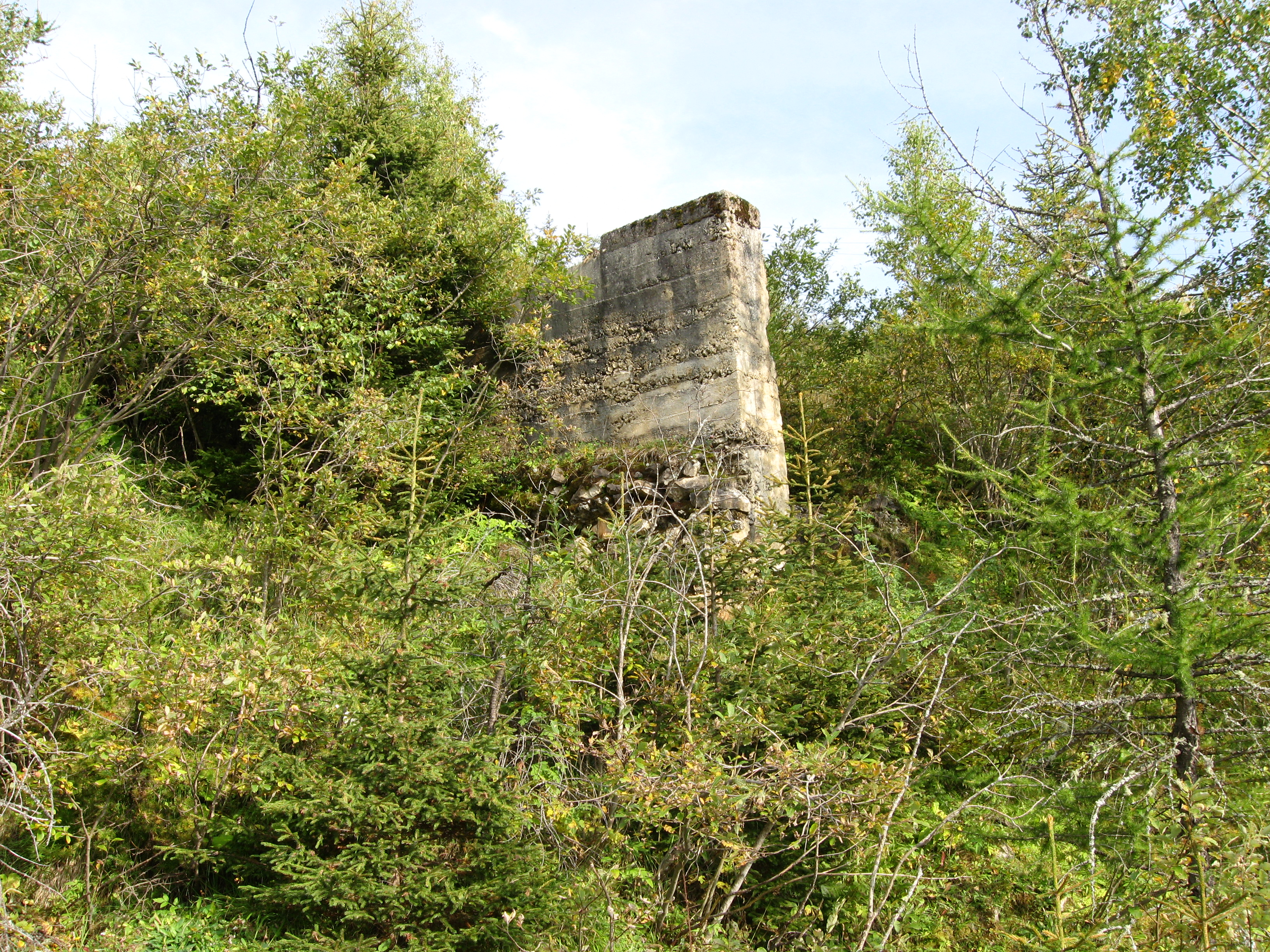
A bánya területén található néhány szerkezeti maradvány egyike
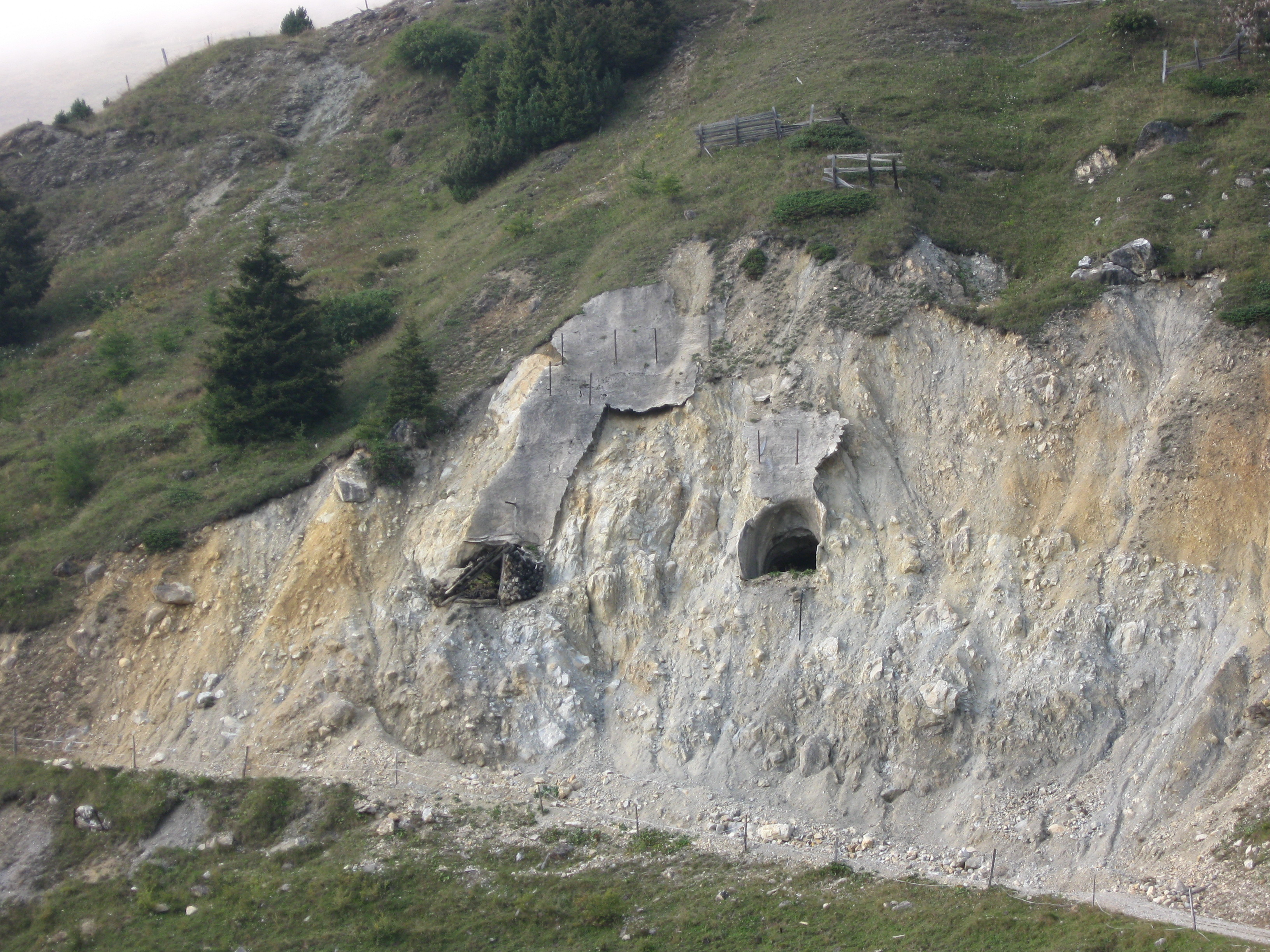
Az elhagyott bánya kitett alagútbejáratai

## Közlekedés
A legközelebbi ÖBB vasútállomás Jenbach, amely egyben a Zillertalbahn kiinduló állomása is.
Tux Mayrhofenből a Tuxer Straßén (L 6) keresztül érhető el. Ez az út 1911 és 1913 között épült, de akkor még csak Lanersbachig ment. 1932-ben építették tovább Hintertuxig. Ma az ingyenes Tux Sportbusz napközben is közlekedik Vorderlanersbach és Hintertux között a Tux-völgyön belül.

## Fordítás
- Ez a szócikk részben vagy egészben  a   Tux, Tyrol című angol Wikipédia-szócikk ezen változatának fordításán alapul.  Az eredeti cikk szerkesztőit annak laptörténete sorolja fel. Ez a jelzés csupán a megfogalmazás eredetét és a szerzői jogokat jelzi, nem szolgál a cikkben szereplő információk forrásmegjelöléseként.
- Ez a szócikk részben vagy egészben  a   Tux (Tirol) című német Wikipédia-szócikk fordításán alapul.  Az eredeti cikk szerkesztőit annak laptörténete sorolja fel. Ez a jelzés csupán a megfogalmazás eredetét és a szerzői jogokat jelzi, nem szolgál a cikkben szereplő információk forrásmegjelöléseként.